# Mrčara
La Isla Mrčara (en croata: Otok Mrčara) es una pequeña isla deshabitada en la parte croata del mar Adriático, situada al oeste de las islas de Lastovo y Prežba y en el sur de Dalmacia. Su pico más alto alcanza los 123 m sobre el nivel del mar y su costa tiene 7,8 km de largo.
Hay un pequeño embarcadero en la costa este de la isla con un pequeño restaurante y servicio de barcos de temporada para los que deseen atracar allí.